# Ermenonville
Ermenonville és un municipi francès, situat al departament de l'Oise i a la regió dels Alts de França. L'any 2007 tenia 908 habitants.

## Demografia

### Població
El 2007 la població de fet d'Ermenonville era de 908 persones. Hi havia 301 famílies de les quals 75 eren unipersonals (28 homes vivint sols i 47 dones vivint soles), 75 parelles sense fills, 111 parelles amb fills i 40 famílies monoparentals amb fills.
La població ha evolucionat segons el següent gràfic:
Habitants censats

### Habitatges
El 2007 hi havia 377 habitatges, 312 eren l'habitatge principal de la família, 23 eren segones residències i 41 estaven desocupats. 298 eren cases i 74 eren apartaments. Dels 312 habitatges principals, 201 estaven ocupats pels seus propietaris, 98 estaven llogats i ocupats pels llogaters i 14 estaven cedits a títol gratuït; 10 tenien una cambra, 33 en tenien dues, 60 en tenien tres, 49 en tenien quatre i 160 en tenien cinc o més. 224 habitatges disposaven pel capbaix d'una plaça de pàrquing. A 127 habitatges hi havia un automòbil i a 167 n'hi havia dos o més.

### Piràmide de població
La piràmide de població per edats i sexe el 2009 era:
| Homes | Edats   | Dones |
| ----- | ------- | ----- |
| 0     | 95 o +  | 0     |
| 0     | 90 a 94 | 20    |
| 16    | 85 a 89 | 12    |
| 4     | 80 a 84 | 8     |
| 4     | 75 a 79 | 8     |
| 12    | 70 a 74 | 16    |
| 16    | 65 a 69 | 12    |
| 24    | 60 a 64 | 32    |
| 16    | 55 a 59 | 12    |
| 52    | 50 a 54 | 24    |
| 28    | 45 a 49 | 36    |
| 16    | 40 a 44 | 52    |
| 28    | 35 a 39 | 24    |
| 48    | 30 a 34 | 52    |
| 44    | 25 a 29 | 28    |
| 8     | 20 a 24 | 8     |
| 24    | 15 a 19 | 20    |
| 16    | 10 a 14 | 8     |
| 24    | 5 a 9   | 8     |
| 36    | 0 a 4   | 20    |

## Economia
El 2007 la població en edat de treballar era de 586 persones, 421 eren actives i 165 eren inactives. De les 421 persones actives 397 estaven ocupades (214 homes i 183 dones) i 24 estaven aturades (11 homes i 13 dones). De les 165 persones inactives 33 estaven jubilades, 40 estaven estudiant i 92 estaven classificades com a «altres inactius».

### Ingressos
El 2009 a Ermenonville hi havia 307 unitats fiscals que integraven 827,5 persones, la mediana anual d'ingressos fiscals per persona era de 26.999 €.

### Activitats econòmiques
Dels 59 establiments que hi havia el 2007, 1 era d'una empresa extractiva, 1 d'una empresa alimentària, 4 d'empreses de fabricació d'altres productes industrials, 6 d'empreses de construcció, 12 d'empreses de comerç i reparació d'automòbils, 2 d'empreses de transport, 7 d'empreses d'hostatgeria i restauració, 2 d'empreses d'informació i comunicació, 2 d'empreses immobiliàries, 6 d'empreses de serveis, 12 d'entitats de l'administració pública i 4 d'empreses classificades com a «altres activitats de serveis».
Dels 12 establiments de servei als particulars que hi havia el 2009, 1 era una oficina de correu, 1 taller de reparació d'automòbils i de material agrícola, 1 autoescola, 3 paletes, 2 guixaires pintors, 1 perruqueria i 3 restaurants.
L'únic establiment comercial que hi havia el 2009 era una fleca.

## Equipaments sanitaris i escolars
El 2009 hi havia una escola maternal integrada dins d'un grup escolar amb les comunes properes formant una escola dispersa.

## Poblacions més properes
El següent diagrama mostra les poblacions més properes.